# عبدالرحمان ابن رستم
عبدالرحمن بن رستم سیاستمدار، امام، فرمانروا، و مبلغ مذهبی و اولین امام امامت تیارت و بنیانگذار سلسله رستمیان بود که از حدود سالهای ۷۷۶ یا ۷۷۸ تا ۹۰۸ میلادی در مرکز مغرب وجود داشت. او همچنین بنیانگذار تیارت جدید بود.

## زندگی
عبدالرحمن احتمالاً در سال ۷۲۹–۷۳۰ در عراق به دنیا آمده‌است. پدرش رستم که مردی ایرانی‌تبار بود به همراه پسر و همسرش عراق را ترک کرد تا به مغرب برسد، اما با رسیدن به مکه یا اطراف آن درگذشت. مادرش با یک زائر کایروانی که در مکه ملاقات کرده بود، ازدواج کرد و این زوج الرحمن را در قیروان بزرگ کردند.
عبدالرحمن دانش‌آموزی سریع و پرانرژی بود و نزد ابوعبیده مسلم در بصره درس خوانده بود. عبدالرحمن یکی از پنج مبلغی شد که در نهایت مسئول گسترش عقاید اباضیه در مغرب بود. امام اول اباضیه قیروان را از دست جنگجویان ورفجمه گرفت و پس از فتح چندین بخش از افریکیه را به عبدالرحمن داد. پس از او ابن اشعث بود. به سرعت عبدالرحمن و پسرش عبدالوهاب و همراهانشان به مغرب مرکزی پناه بردند و در نهایت شهر تیارت را تأسیس کردند که اکنون به نام تاقدمت در نزدیکی کوزول شناخته می‌شود. شهر به سرعت با مهاجران اباضی از افریکیا و جبل نفوسا پر شد.
در حدود سال ۷۷۶ یا ۷۷۸ میلادی، عبدالرحمن امام اباضیه تیارت شد. به نظر می‌رسد که او سلطنت بسیار مسالمت آمیزی داشته و سخت تلاش کرده‌است تا عدالت و سادگی را نیز در سیستم حقوقی تیارت القا کند. جوامع آبادی شرقی برای او احترام زیادی قائل بودند و علاوه بر اینکه حق امامت او را به رسمیت می‌شناختند، برای وی مقداری پول و هدایا هم می‌فرستادند. گفته می‌شود که او در حدود سال ۷۸۴ میلادی درگذشت و پسرش عبدالوهاب جانشین او شد.